# Araneus quadratus
Araneus quadratus là một loài nhện ở châu Âu và châu Á. Con cái có thể dài 17 mm, đặc biệt là lúc có chửa. Con đực chỉ dài 1/2 mức con cái. Chúng có bề ngoài khác nhau, có màu từ nâu đến cam sáng hoắc xanh lá cây sáng, nhưng chúng luôn có đặc điểm với 4 chấm trắng trên bụng. Chúng sinh sống trong vườn, vùng cây gỗ hoặc nơi có vườn cây để giăng lưới. Con cái trưởng thành có thể tích cực thay đổi màu sắc của chúng. Nó mất khoảng ba ngày để có màu sắc chính xác phù hợp với bề mặt nơi nó ở.

## Phân loài
- Araneus quadratus minimus (Gétaz, 1889) (Thụy Sĩ, Pháp)
- Araneus quadratus subviridis (Franganillo, 1913) (Tây Ban Nha)[2]

## Hình ảnh

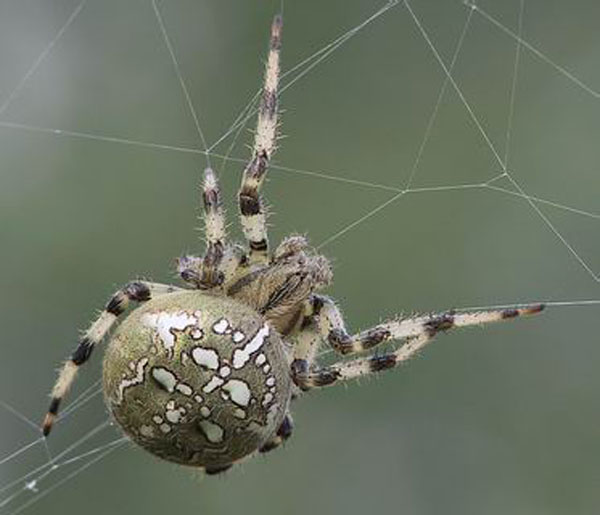
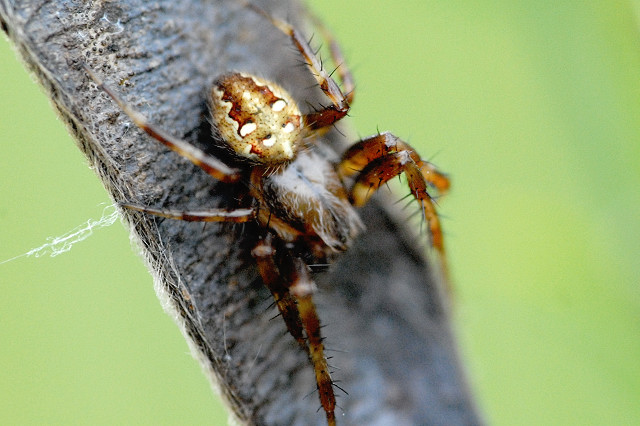
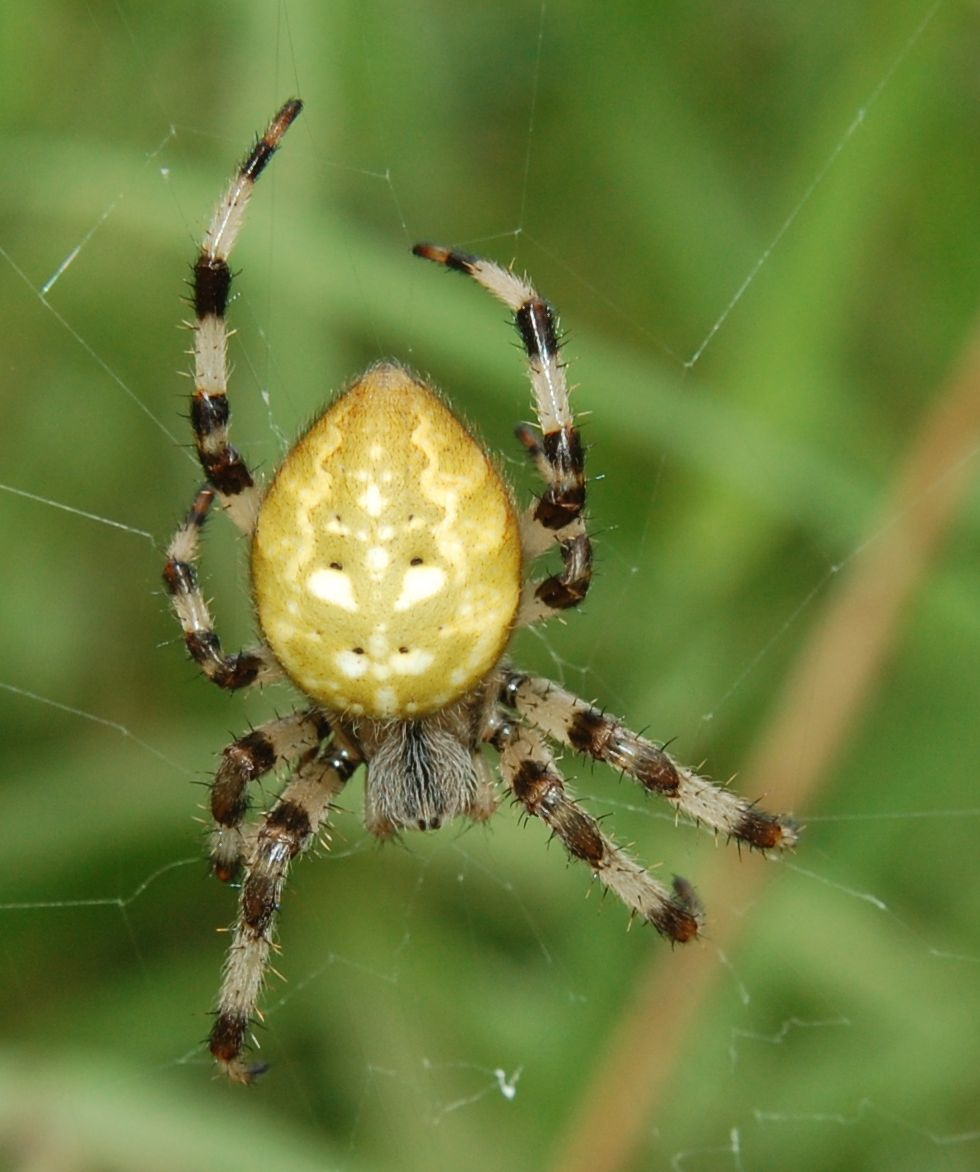